# Meindert DeJong
Meindert DeJong, soms gespeld als de Jong, De Jong of Dejong (Wierum, 4 maart 1906 – 16 juli 1991) was een Amerikaans schrijver van Nederlandse afkomst. Hij is bekend geworden als schrijver van jeugdboeken.  In 1962 won hij de Hans Christian Andersenprijs voor zijn bijdrage aan de jeugdliteratuur. In 1973 ontving hij in Nederland een Zilveren Griffel.

## Leven
De Jong werd geboren in het Friese Wierum in een gezin dat in 1914 naar de Verenigde Staten emigreerde. Meindert bezocht een Nederlandse calvinistische middelbare school en ging vervolgense naar Calvin College in Grand Rapids, Michigan. Hij studeerde ook aan de Universiteit van Chicago, maar maakte zijn studie niet af.
Gedurende de Grote Depressie had De Jong uiteenlopende banen. Op aanraden van een plaatselijke bibliothecaris begon hij jeugdboeken te schrijven. Zijn eerste boek, The Big Goose and the Little White Duck, verscheen in 1938. Hij schreef nog enkele boeken alvorens toe te treden tot het Amerikaanse leger gedurende de Tweede Wereldoorlog. Hij werd uitgezonden naar China.
Na de oorlog hervatte hij zijn schrijfwerk en woonde een tijd in Mexico. Na een periode in Michigan vestigde hij zich in North Carolina maar hij keerde aan het eind van zijn leven terug naar Michigan.
Zes boeken van De Jong werden geïllustreerd door Maurice Sendak. 

## Prijzen
DeJong ontving diverse nationale en internationale prijzen. In 1955 werd hij bekroond met de John Newbery Medal voor The Wheel on the School. Een jaar later, in 1956, ontving hij de Children’s Book Award voor The House of Sixty Fathers. In 1957 werd de Duitse vertaling van The Wheel on the School, getiteld Das Rad auf der Schule, bekroond met de Deutschen Kinderbuchpreis. Deze prijs werd in 1959 nogmaals aan hem toegekend, ditmaal voor Tien Pao, ein Chinesenjunge, de Duitse vertaling van The House of Sixty Fathers.

In 1960 kende de American Library Association hem de Aurianne Award toe voor Along Came a Dog. Twee jaar later, in 1962, werd zijn gehele oeuvre onderscheiden met de International Hans Christian Andersen Award. In 1969 volgde de National Book Award in Children’s Literature voor Journey from Peppermint Street. In 1973 ontving hij een Zilveren Griffel voor de Nederlandse vertaling van Hurry Home, Candy, uitgegeven onder de titel Candy, kom terug.
- Bibsys: 90588916
- Biblioteca Nacional de España: XX1157167
- Bibliothèque nationale de France: cb168115544 (data)
- Catàleg d'autoritats de noms i títols de Catalunya: 981058517629706706
- CiNii: DA01728823
- Digitale Bibliotheek voor de Nederlandse Letteren: dejo005
- Gemeinsame Normdatei: 122288017
- International Standard Name Identifier: 0000 0001 1827 6820
- Library of Congress Control Number: n50040406
- Nationale Bibliotheek van Letland: 000034901
- Bibliotheek van het Japanse parlement: 00437458
- Nationale Bibliotheek van Tsjechië: jn19981000601
- Nationale Bibliotheek van Israël: 987007309273805171
- Nationale en Universitaire bibliotheek Zagreb: 000492083
- Nederlandse Thesaurus van Auteursnamen: 069682224
- LIBRIS: 183540
- SNAC: w6ws8z81
- Virtual International Authority File: 83981501
- WorldCat: E39PBJyxpypx3chKmPWQt9YkjC